# Boufflers

Boufflers este o comună în departamentul Somme, Franța. În 1 ianuarie 2022 avea o populație de 115 de locuitori.